# Obiteljske vrijednosti
Obiteljskim vrijednostima nazivaju se tradicionalne ili kulturne vrijednosti koje se odnose na obiteljsku strukturu, ulogu, svrhu, uvjerenja, stavove i ideale.
U društvenim znanostima izraz »tradicionalna obitelj« odnosi se na nuklearnu obitelj – zajednicu u kojoj se odgaja dijete, sastavljenu od oca kao hranitelja, majke domaćice i njihove biološke djece. Raniji su Sociolozi taj model smatrali normom. Obitelj koja odstupa od takvog modela smatra se netradicionalnom. Međutim, u većini kultura zastupljeniji je model proširene obitelji od nuklearne, a nuklearna obitelj postala je najčešći oblik u SAD-u 60-ih i 70-ih godina 20. stoljeća.

## Definicija
Neki od poznatih mrežnih rječnika definiraju obiteljske vrijednosti na sljedeće načine:
- »moralni i etnički principi tradicionalno podržani i prenošeni unutar obitelji, među kojima su iskrenost, lojalnost, marljivost i vjera.«[3]
- »vrijednosti, naročito tradicionalne ili konzervativne vrste, koje promiču zdravo funkcioniranje obitelji i jačanje društva.«[4]
- »vrijednosti koje se tradicionalno nauče ili ojačavaju unutar obitelji, kao što su one s visokim moralnim standardima i disciplinom.«[5]

## U politici
Familijalizam je ideologija koja obitelj i obiteljske vrijednosti smatra prijeko važnima. Familijalizam daje prioritet potrebama obitelji u odnosu na potrebe pojedinaca i zagovara sustav socijalne zaštite gdje obitelji, a ne vlada, preuzimaju odgovornost za brigu o svojim članovima.
U SAD-u su određeni konzervativci upotrebljavali izraz »obiteljske vrijednosti« kao krinku u borbi protiv pobačaja, prava homoseksualaca i glavnih feminističkih ciljeva.

## Po kulturama

### Saudijska kultura
Tumačenja islamskih učenja i arapska kultura uobičajene su za većinu Saudijaca. Islam je pokretačka kulturna sila koja diktira podređenost Alahovoj volji.
Saudijska obitelj obuhvaća proširene obitelji jer proširena obitelj osobi pruža osjećaj identiteta. Otac je često hranitelj i zaštitnik, dok je majka često domaćica i primarni staratelj djece. Roditelji uživaju veliko poštovanje, a djeca se snažno ohrabruju da poštuju i slušaju svoje roditelje. Obitelji često pružaju njegu starijim osobama; donedavno su se domovi za starije osobe smatrali kulturno neprihvatljivim upravo zato što se od obitelji i prijatelja očekuje pružanje njege starijim osobama.

### Kultura Sjedinjenih Država
U sociološkom smislu netradicionalne obitelji čine većinu domaćinstava u Sjedinjenim Državama. Godine 2014. samo 46 % djece u SAD-u živi u tradicionalnoj obitelji, dok ih je 1980. živjelo 61 %. Taj broj uključuje samo obitelji s roditeljima u prvom braku, a postotak djece koja općenito žive s dvama vjenčanim roditeljima 2016. je iznosila 65 %.